# Kalaj(II) fluorid
Kalaj(II) fluorid (stano fluorid) je hemijsko jedinjenje sa formulom 2. On je bezbojni prah koji se koristi kao sastojak pasti za zube koje su obično skuplje od onih u kojima se koristi natrijum fluorid. Stano fluorid konvertuje mineral kalcijuma apatit u fluorapatit, koji čini gleđ zuba otpornijom na napad kiselina koje formiraju bakterije. Natrijum fluorid i natrijum fluorofosfat, s druge strane, postaju biološki neaktivni kad su u kombinaciji sa kalcijumom. Stano fluorid je takođe efektivniji od natrijum fluorida u kontroli gingivitisa.

## Vodeni rastvori
2 se lako rastvara u vodi, pri čemu se hidrolizuje formirajući u niskim koncentracijama +, )2 i 3−, i u višim koncentracijama predominantno polinuklearni  i . Vodeni rastvori se dalje oksiduju i formiraju nerastvorne precipitate  koji nemaju efekta kao dentalni profilaktici. Ispitivanja oksidacije primenom Mesbauerove spektroskopije zamrznutih uzoraka indiciraju da je O2 oksidacioni agens.